# Vincenzo Pace
Vincenzo Pace o Vincenzo Pacius (Assís, segona meitat del segle XVI) fou un compositor italià.
Fou mestre de capella de la catedral de Rieti, i comptava entre els millors compositors de música religiosa del seu temps.
Se li deuen: Sacrorum concertorum liber primus qui singulis, duabus, tribus, quatour vocibus concinuntur...una cum basso ad organum (Roma, 1617), gènere en el que destacà molt.